# Сан Мартино ди Венеце
Сан Мартѝно ди Венѐцо (на италиански: San Martino di Venezze; на венециански: San Martin, Сан Мартин) е малко градче и община в Северна Италия, провинция Ровиго, регион Венето. Разположено е на 6 m надморска височина. Населението на общината е 4065 души (към 2012 г.).